# دبليو دبليو إي تف إنف
Tough Enough أو قاسي كفاية هو برنامج تلفزيوني من إنتاج اتحاد المصارعة الشهير ب (دبليو دبليو أي)مؤسسة المصارعة العالمية الترفيهية وهو اقرب إلى تلفزيون الواقع منه إلى برنامج مصارعه حقيقي..
تتميز فكرة البرنامج بانه يشارك فيه مجموعة من المشاهير الذين يمرون بتدريب حقيقي للمصارعة والفائز يفوز بعقد عمل مع (الدبليو دبليو أي)مؤسسة المصارعة العالمية الترفيهية للظهور في برامجها التلفزيونية..
شارك في الموسم الأخير ملكة جمال أمريكا ريما الفقي والمصارع الشهير ستيف اوستن..

## عرضة على القنوات العربية
عرض الموسم الاخير من برنامج (قاسي كفاية) على شبكة قنوات شوتايم أرابيا

## روابط خارجية
- دبليو دبليو إي تف إنف على موقع IMDb (الإنجليزية)
- دبليو دبليو إي تف إنف على موقع ميتاكريتيك (الإنجليزية)
- دبليو دبليو إي تف إنف على موقع قاعدة بيانات الفيلم (الإنجليزية)